# Азотная установка
Азотные установки — установки для получения азота. В промышленно развитых странах адсорбционные азотные установки практически полностью вытеснили альтернативные способы получения технического азота в случаях, когда не требуются большие его объёмы и высокая чистота.

## Адсорбционная технология

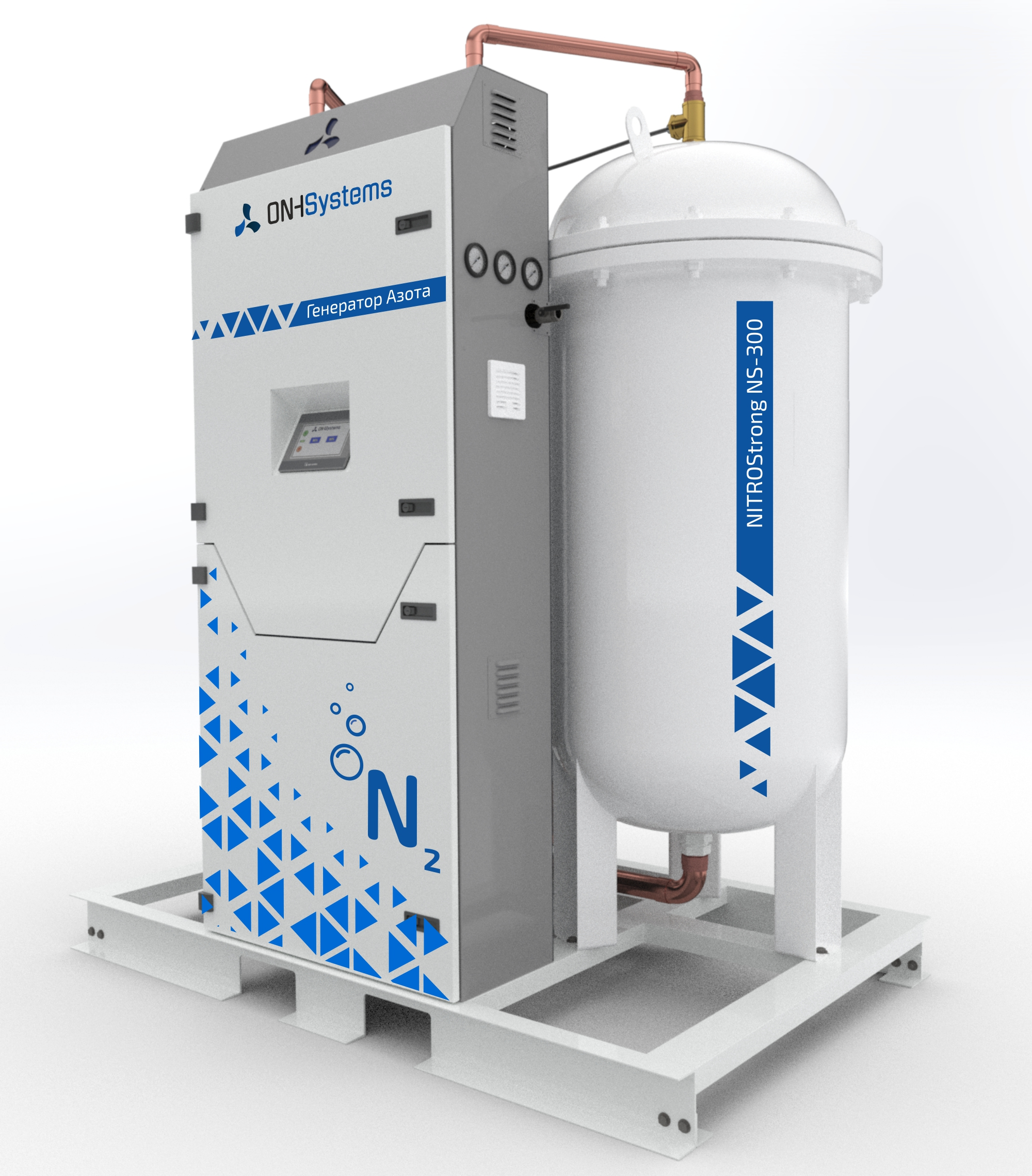
Адсорбционный генератор азота

### Принцип адсорбции
В основе процесса адсорбционного разделения газовых сред в азотных установках лежит явление связывания твёрдым веществом, называемым адсорбентом, отдельных компонентов газовой смеси. Это явление обусловлено силами взаимодействия молекул газа и адсорбента.

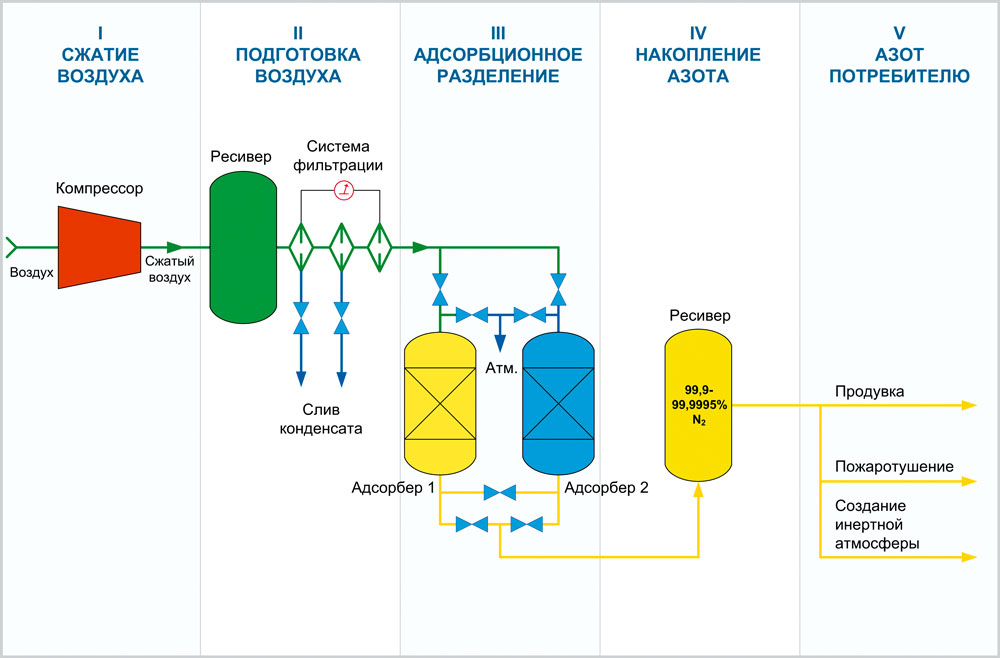
Принцип работы адсорбционной установки

### Технология короткоцикловой адсорбции
Азотные установки работают на основе адсорбционной технологии, основанной на различной зависимости скорости поглощения отдельных компонентов газовой смеси от давления и температуры. Среди нескольких типов адсорбционных установок по производству азота наибольшее распространение в мире получили установки короткоцикловой безнагревной адсорбции (КЦА или PSA-установки).
Схема организации процесса, применяемая в азотных установках с такими системами, основана на регулировании скорости поглощения компонентов разделяемой газовой смеси и регенерации адсорбента путём изменения давления в двух адсорберах — сосудах, содержащих адсорбент. Этот процесс протекает при температуре, близкой к комнатной. При использовании этой схемы азот производится установкой при давлении выше атмосферного.
Процесс короткоцикловой адсорбции (КЦА) в каждом из двух адсорберов состоит из двух стадий. На стадии поглощения происходит улавливание адсорбентом преимущественно одного из компонентов газовой смеси с получением продуктового азота. На стадии регенерации поглощённый компонент выделяется из адсорбента и отводится в атмосферу. Далее процесс повторяется многократно.

### Преимущества
Азотные установки дают возможность получать азот чистотой до 99,9995 %. Такая чистота азота может быть получена также криогенными системами, но они значительно сложнее и оправданы только при очень большом объёме производства.

## Мембранная технология

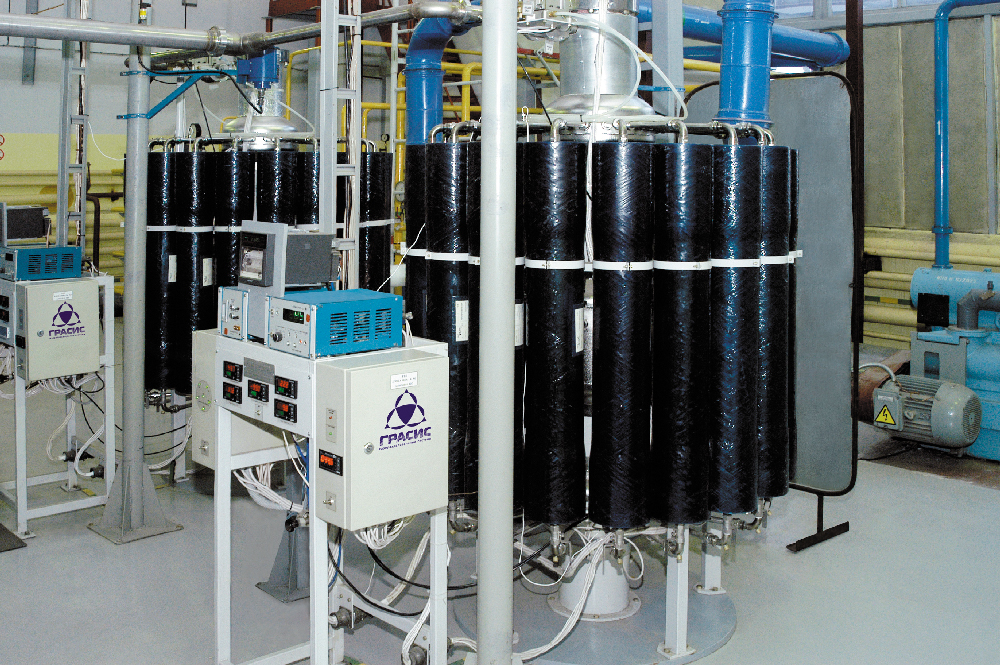
Мембранная азотная установка

### Принцип разделения газов
Принципом работы мембранных систем является разница в скорости проникновения компонентов газа через вещество мембраны. Движущей силой разделения газов является разница парциальных давлений на различных сторонах мембраны.

### Технология
С того момента, как появились азотные установки, работающие на основе технологии мембранного разделения газов, характеристики применяемых мембран непрерывно улучшались. Современная газоразделительная мембрана представляет собой уже не плоскую пластину или плёнку, а полое волокно. Половолоконная мембрана состоит из пористого полимерного волокна с нанесённым на его внешнюю поверхность газоразделительным слоем.

### Мембранный картридж
Конструктивно половолоконная мембрана компонуется в виде цилиндрического картриджа, который представляет собой катушку с намотанным на неё особым образом полимерным волокном. Газовый поток под давлением подаётся в пучок мембранных волокон. Из-за различных парциальных давлений на внешней и внутренней поверхностях мембраны происходит разделение газового потока.

### Преимущества
В газоразделительных блоках полностью отсутствуют движущиеся части, что обеспечивает надёжность установок. Мембраны очень устойчивы к вибрациям и ударам, химически инертны к воздействию масел и нечувствительны к влаге, функционируют в широком диапазоне температур от −40 °C до +60 °C. При соблюдении условий эксплуатации ресурс мембранного блока составляет от 130 000 до 180 000 часов (15-20 лет непрерывной работы).

### Недостатки мембранных азотных установок
- Деградация мембран, то есть утрата, снижение производительности мембранного картриджа (в первый год эксплуатации до 10 %, далее скорость деградации незначительно снижается); для компенсации неизбежного процесса деградации мембран производители часто «переразмеривают» установку, делая её с запасом, что так же приводит к увеличению расхода сжатого воздуха.
- Более низкая энергоэффективность в сравнении с адсорбционной технологией: процесс разделения воздуха идет при более высоком давлении, чем в адсорбционных установках, следовательно, на сжатие воздуха тратится больше электроэнергии; к тому же, для нормальной работы мембранного модуля воздух на него должен подаваться подогретым до температуры +40..+55 град. С, что так же влечет дополнительный расход электроэнергии на работу ТЭНов
- относительно низкая чистота получаемого азота. В тех случаях, когда мембранная установка способна вырабатывать азот с чистотой 99,5…99,9 %, она потребляет намного больше сжатого воздуха (и следовательно электроэнергии), чем адсорбционная, что делает её эксплуатацию экономически невыгодной.

## Криогенная технология

### Принцип разделения газов
В основе работы криогенных установок разделения воздуха лежит метод низкотемпературной ректификации, базирующийся на разности температур кипения компонентов воздуха и различии составов находящихся в равновесии жидких и паровых смесей. В процессе разделения воздуха при криогенных температурах между находящимися в контакте жидкой и паровой фазами, состоящими из компонентов воздуха, осуществляется массо- и теплообмен. В результате паровая фаза обогащается низкокипящим компонентом (компонентом, имеющим более низкую температуру кипения), а жидкая высококипящим компонентом. Таким образом, поднимаясь по ректификационной колонне вверх, пар обогащается низкокипящим компонентом — азотом, а стекающая вниз жидкость насыщается высококипящим компонентом — кислородом.

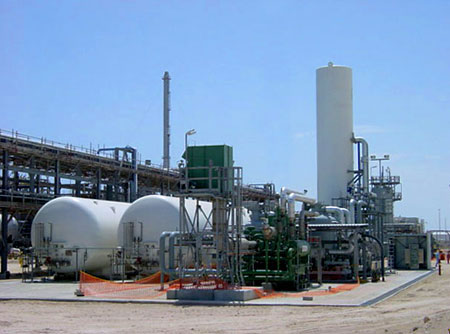
Криогенная азотная станция

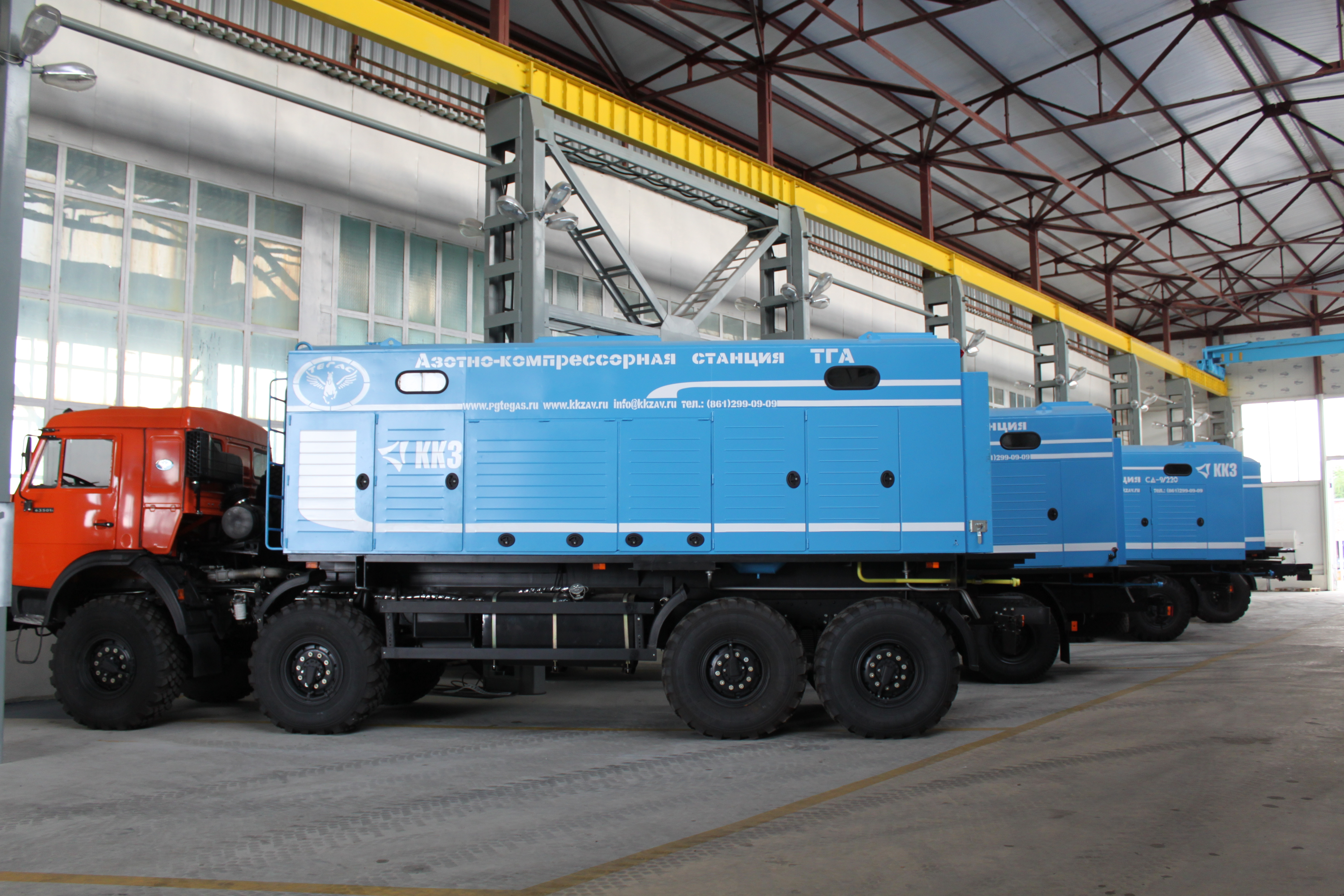
Передвижные азотные компрессорные станции (мембранная технология разделения газов)

### Преимущества
Криогенный метод — единственный метод, который обеспечивает высокую чистоту продуктов разделения, что немаловажно, при высоком коэффициенте извлечения, и любом количестве продукта, что обуславливает высокую экономичность.
При этом метод позволяет одновременно получать несколько продуктов разделения и получать продукты, как в виде газа, так и в виде жидких продуктов. Таким образом, криогенная технология обеспечивает более высокую гибкость технологии.

### Недостатки
К недостаткам криогенных установок можно отнести более длительный, по сравнению с адсорбционными и мембранными установками, пусковой период. В силу чего данный метод целесообразно применять для крупных стационарных комплексов большой производительности с длительным периодом непрерывной работы.

## Крупнейшие производители генераторов азота
- ONH Systems[1]
- Complexair